# 하이브리드 인텔리전트 시스템
하이브리드 인텔리전트 시스템(Hybrid intelligent system)은 다음과 같은 인공 지능 하위 분야의 방법과 기술의 조합을 동시에 사용하는 소프트웨어 시스템을 의미한다.
- 신경 상징 시스템
- 신경퍼지 시스템
- 하이브리드 연결주의-상징 모델
- 퍼지 전문가 시스템
- 연결주의 전문가 시스템
- 진화 신경망
- 유전적 퍼지 시스템
- 러프 퍼지 혼성화
- 퍼지, 신경 또는 진화 방법과 상징적 추론 방법을 사용한 강화 학습

인지 과학의 관점에서 볼 때, 모든 자연 지능 시스템은 상징적 수준과 하위 상징적 수준 모두에서 정신적 작업을 수행하기 때문에 하이브리드이다. 지난 몇 년 동안 AI의 중요성에 대한 논의가 증가해 왔다. 시스템 통합. 이미 간단하고 구체적인 AI 시스템(예: 컴퓨터 비전, 음성 합성 등을 위한 시스템 또는 위에서 언급한 모델 중 일부를 사용하는 소프트웨어)이 생성되었으며 이제는 광범위한 AI를 생성하기 위한 통합이 필요한 시점이라는 개념을 기반으로 한다. 이 접근 방식의 지지자는 마빈 민스키, 론 선, 애런 슬로먼, 마이클 A. 아르비브과 같은 연구자이다.
예시적인 하이브리드는 가장 낮은 반응 레이어가 하위 기호인 계층적 제어 시스템이다. 시간 제약이 완화된 상위 계층은 추상 세계 모델을 추론하고 계획을 수행할 수 있다.
지능형 시스템은 일반적으로 귀납, 연역, 추론 및 유추 추론을 포함하는 하이브리드 추론 프로세스에 의존한다.

## 같이 보기
- AI 정렬
- 인공지능 시스템 통합
- 인공지능의 개요